# فالنتين بوندارينكو
فالنتين بوندارينكو (بالأوكرانية : Валентин Васильович Бондаренко)  من مواليد 16 فبراير 1937 في خاركيف، وتوفي 23 مارس 1961 في موسكو، هو طيار حربي ورائد فضاء سوفيتي(أوكرانيا).
اختير في عام 1960 للتدريب كرائد فضاء، لكنه توفي بعد 15 يومًا في موسكو نتيجة حروق أصيب بها أثناء تجربة لتحمل الضغط المنخفض خلال إطلاق المركبة. لكن الحكومة أخفت وفاته، حتى عام 1980. وقد أُطلق اسمه على حفرة بركانية على الجانب البعيد من القمر تحت اسم فوهة بوندارينكو.

## انظر كذلك
- فلاديمير كوماروف
- أبولو 1
- أليكسي ليونوف
- ليبرتي بيل 7